# Salomonöarna (ögrupp)

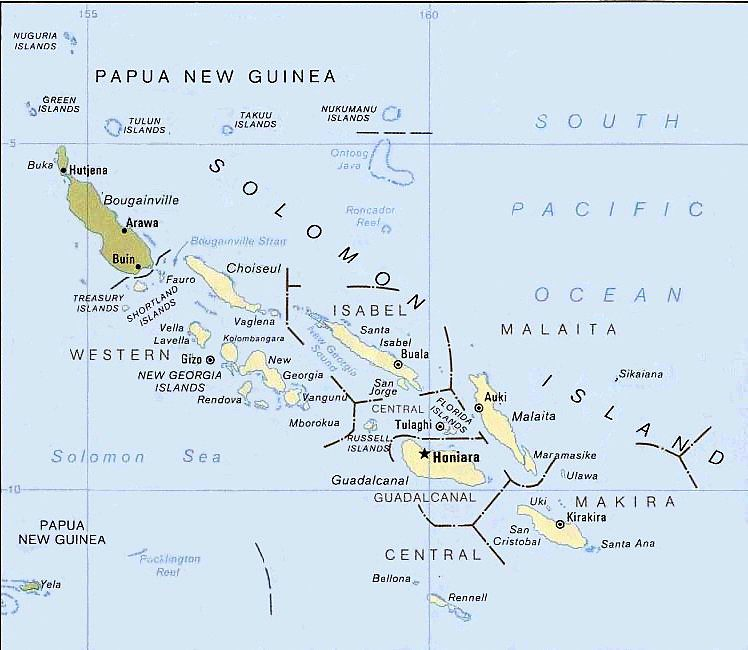
Ögruppen Salomonöarna. Öar som tillhör staten Salomonöarna är ljusa och de som tillhör staten Papua Nya Guinea är mörka på kartan.

Salomonöarna är en ögrupp i västra Stilla havet som sträcker sig från Nya Guinea i väst till Vanuatu i öst. Den är uppdelad på två länder. Huvudparten av öarna ingår i staten Salomonöarna men Bougainville tillhör Papua Nya Guinea.